# FAMOSO
『FAMOSO』（ファモーソ）は、ネコ・パブリッシングから不定期に発行されている日本の写真雑誌。
編集長はビートたけし、副編集長は所ジョージ。

## 概要
写真週刊誌風の「フィクションスクープマガジン」と銘打った雑誌。記事、広告から訂正記事・お詫びまで、掲載内容の全てがギャグとパロディー満載のニセ物という凝った作りになっている。第1・2号はかつて発行されていた『FOCUS』に良く似た外観だったが、第3号は表紙がアメリカの雑誌『TIME』を、構成は『週刊プレイボーイ』を模した（週プレに似せたロゴも作成されている）ものにリニューアルされた。
現在はネコ・パブリッシングの自動車雑誌『Tipo』の増刊扱いで発行されている。
2010年5月時点で創刊号〜第3号・創刊号復刻版の4冊計で110万部を発行している。
2010年5月28日より『FAMOSO3』のみ、App Storeの電子雑誌書店「MAGASTORE（マガストア）」にてダウンロード販売を開始。iPhoneやiPod touch、iPad、パソコンからも読めるようになった。
名称は、イタリア語・スペイン語・ポルトガル語で「有名な」という意味である（これらは共にラテン語由来である）。

## 発行の経緯
最近のビートたけしは、仕事帰りに所ジョージの自宅兼事務所（世田谷ベース）で寛ぐ機会が多くなっていた。その際に番組で使った着ぐるみや小道具などを持ち込み、所が写真に撮り貯めた物を手製のアルバムにして遊んでいた。その遊びが昂じて、エイプリルフールに写真集にして出版してしまおうと両名が思い立ったのがキッカケである。当初は単なる遊びで儲けようとは思っておらず、採算度外視の高級紙を使ったため増刷は困難で、2009年4月1日発行の創刊号は発行部数を20万部限定とした。
たけし・所の2人が番組出演時にPRしたり、各種メディアが取り上げた事もあり、創刊号はほぼ即日で完売。インターネットオークションでプレミアが付くなど人気となっている。この人気を受けて創刊号の復刻版と第2号が2009年8月3日に発売された。

## 備考
- 第1号には吉村作治（2号にも登場）、ゾマホン・ルフィン（3号にも）、楠田枝里子（2号にも）、坂崎幸之助、間寛平、ガッツ石松、田中義剛、大槻義彦（1～3号）が記事に登場している。第2号では、発売日が衆議院選挙の時期だったため、「民民党」党首として鳩山来留夫（3号にも）が登場した。第3号では、記事に芳賀文子、清水圭、デーブ・スペクター、渡辺えり、角田信朗、EXILE、バラク・オバマ、松村邦洋、上島竜兵、石塚英彦、伊集院光、内山信二らが登場しているほか、グラビアページで熊田曜子が「盛り光子」として登場している。第4号では、『相棒』のパロディ広告でビートきよしが登場している他、たけしの代表的キャラクターである鬼瓦権造が記事の中に名称で何度か確認できる。
- 第1号の記事で扱われた「幻の暴走族『生殺し』」の記事でたけしと所が着ていた特攻服は、たけしの愛弟子であるガンビーノ小林が『熱血!平成教育学院』（フジテレビジョン）に出演する際に着用されている（たけしが着ていた黒の衣装、所が着ていた白の衣装ともに使用されている）。
- 所のアルバム『コケコッコウ!!～七色の声色～』では、ジャケットに第3号でたけし・所が扮した「伊-56」の写真が使用されている他、第2号で記事になっていた「ニワトリは飛んでいかない」という曲（サイモン&ガーファンクルの「コンドルは飛んでいく」のパロディ）が収録されている。また、たけしの著書『1084(to-san-ya-yo) two beat MANZAI2』（2010年、ネコ・パブリッシング）では、表紙に「FAMOSOフィナンシャルグループ会長 金好溜」が登場するなど、各所にたけし・所の扮したキャラクターが登場している。

## 発行リスト
- 創刊号：2009年4月1日発行
- 第2号：2009年8月3日発行
- 創刊号復刻版：2009年8月3日発行
- 第3号：2010年4月1日発行
- 第4号：2011年7月1日発行
- ALL STARS：2015年1月1日発行

## スタッフ
- 発行人:笹本健次
- 編集長:ビートたけし
- 副編集長:所ジョージ
- お昼御飯担当:芳賀文子（所ジョージ夫人）
- 文:谷口秀一、クリタヤスシ
- 写真:蔭山惣一
- 編集:永田郷
- 協力:櫻井卓、下舘隆介
- デザイン:斎藤邦子・島田孝二（TOW DESIGN）
- ADデザイン:新井敦（co.,n'but +）
- 表4デザイン:今吉将之（M.I.C）
- フォトレタッチ:DIGI＋CAPSULE
- 営業:村川卓司、大渕俊輔
- 発行所:ネコ・パブリッシング

## ファモーソ展
- ビートたけし×所ジョージ　全日本選抜・国際EXHIBITION
  - PARCO40周年&FAMOSO創刊40周年記念
  - 池袋パルコ（2009年11月7日～11月23日）
- ビートたけし×所ジョージ　全日本選抜・国際EXHIBITION　青マネキネコ祭 in 名古屋パルコ
  - 名古屋PARCO20周年&FAMOSO創刊20周年記念
  - 名古屋パルコ（2010年1月15日～2月1日）
- ビートたけし×所ジョージ　全日本選抜・国際EXHIBITION　青マネキネコ祭 in 札幌パルコ
  - 祝!ファモーソ3発売記念!&札幌PARCO35周年
  - 札幌パルコ（2010年3月12日～4月7日）
- ビートたけし×所ジョージ　全日本選抜・国際EXHIBITION　青マネキネコ祭 in 仙台パルコ
  - 仙台PARCO&FAMOSO GW特別企画
  - 仙台パルコ（2010年4月23日～5月10日）
- ビートたけし×所ジョージ　全日本選抜・国際EXHIBITION　青マネキネコ祭・天神ファイナル in 福岡パルコ
  - 福岡PARCOオープン&FAMOSO創刊記念
  - 福岡パルコ（2010年5月27日～6月20日）

## 表彰
2011年には米国のオンライン・タブロイド、ウィークリー・ワールド・ニューズから「世界のお笑い界のアカデミー賞」、バットボーイ・アワード（"Batboy Award"）を授与されている。